# Chirocephalus nankinensis
Chirocephalus nankinensis är en kräftdjursart som först beskrevs av Shen 1933.  Chirocephalus nankinensis ingår i släktet Chirocephalus och familjen Chirocephalidae. Inga underarter finns listade i Catalogue of Life.